# Garde-Kavallerie-Schützen-Korps
Das Garde-Kavallerie-Schützen-Korps entstand im April 1919 aus der Garde-Kavallerie-Schützen-Division, der Marine-Division und weiterer Freikorps. 
Ihr Führer war Generalleutnant Heinrich von Hofmann.
Das Korps wurde im Mai 1919 bei der Zerschlagung der Münchner Räterepublik eingesetzt.
Ende Juli 1919 wurde das Korps in die Reichswehr-Brigaden 15, 30, 31 und 40 der Vorläufigen Reichswehr aufgeteilt.